# Óscar Clemente
Óscar Clemente Mues (Adeje, 26 marzo 1999) è un calciatore spagnolo, centrocampista del Levante.

## Carriera
Cresciuto nel settore giovanile dell'Atlético Madrid, ha esordito in prima squadra il 18 gennaio 2020, disputando l'incontro di Primera División perso per 2-0 in trasferta contro l'Eibar.
Il 19 agosto 2020 è stato acquistato dal Las Palmas, con cui ha firmato un contratto triennale.

## Statistiche

### Presenze e reti nei club
Statistiche aggiornate al 29 maggio 2022.
| Stagione        | Squadra           | Campionato      | Campionato | Campionato | Coppe nazionali | Coppe nazionali | Coppe nazionali | Coppe continentali | Coppe continentali | Coppe continentali | Altre coppe | Altre coppe | Altre coppe | Totale | Totale |
| Stagione        | Squadra           | Comp            | Pres       | Reti       | Comp            | Pres            | Reti            | Comp               | Pres               | Reti               | Comp        | Pres        | Reti        | Pres   | Reti   |
| --------------- | ----------------- | --------------- | ---------- | ---------- | --------------- | --------------- | --------------- | ------------------ | ------------------ | ------------------ | ----------- | ----------- | ----------- | ------ | ------ |
| 2018-2019       | Atlético Madrid B | SDB             | 31         | 3          |                 | -               | -               |                    | -                  | -                  |             | -           | -           | 31     | 3      |
| 2019-2020       | Atlético Madrid B | SDB             | 28         | 10         |                 | -               | -               |                    | -                  | -                  |             | -           | -           | 28     | 10     |
| gen. 2020       | Atlético Madrid   | PD              | 1          | 0          | CR              | -               | -               | UCL                | -                  | -                  |             | -           | -           | 1      | 0      |
| 2020-2021       | Las Palmas        | SD              | 26         | 0          | CR              | 1               | 0               |                    | -                  | -                  |             | -           | -           | 27     | 0      |
| 2021-2022       | Las Palmas        | SD              | 21         | 1          | CR              | 2               | 0               |                    | -                  | -                  |             | -           | -           | 23     | 1      |
| Totale carriera | Totale carriera   | Totale carriera | 107        | 14         |                 | 3               | 0               |                    | -                  | -                  |             | -           | -           | 110    | 14     |